# Serie A 1981/1982
Soutěžní ročník Serie A 1981/82 byl 80. ročník nejvyšší italské fotbalové ligy a 50. ročník od založení Serie A. Soutěž začala 13. září 1981 a skončila 16. května 1982. Účastnilo se jí opět 16 týmů z toho 13 se kvalifikovalo z minulého ročníku. Sestoupily poslední tři týmy předchozího ročníku, jimiž byly Brescia Calcio, AC Perugia a US Pistoiese. Opačným směrem putovali tři týmy, jimiž byli Milán AC (vítěz druhé ligy), AC Cesena, Janov 1893.
Titul v soutěži obhajoval klub Juventus FC, který v minulém ročníku získal 19. prvenství v soutěži.

## Přestupy hráčů
| Jméno                | odkud                | kam            |  |
| -------------------- | -------------------- | -------------- |  |
| Joe Jordan           | Manchester United FC | Milán AC       |  |
| Aldo Serena          | AS Bari              | FC Inter Milán |  |
| René Vandereycken    | FC Bruggy            | Janov 1893     |  |
| Franco Causio        | Juventus FC          | Udinese Calcio |  |
| Francesco Graziani   | Turín Calcio         | AC Fiorentina  |  |
| Daniel Bertoni       | FC Sevilla           | AC Fiorentina  |  |
| Antonello Cuccureddu | Juventus FC          | AC Fiorentina  |  |
| Massimo Bonini       | AC Cesena            | Juventus FC    |  |
| Paolo Rossi          | SS Lanerossi Vicenza | Juventus FC    |  |
| Pietro Paolo Virdis  | Cagliari Calcio      | Juventus FC    |  |
| Walter Schachner     | FK Austria Vídeň     | AC Cesena      |  |

## Složení ligy v tomto ročníku
| Klub               | Město         | Stadión                          | Kapacita | Trenér                                             | 1980/81          |
| ------------------ | ------------- | -------------------------------- | -------- | -------------------------------------------------- | ---------------- |
| Ascoli Calcio 1898 | Ascoli Piceno | Stadio Cino e Lillo Del Duca     | 40 000   | Carlo Mazzone                                      | 11.              |
| US Avellino        | Avellino      | Stadio Partenio-Adriano Lombardi | 39 500   | Luís Vinício (do 21. kola) Claudio Tobia           | 10.              |
| Bologna FC         | Bologna       | Stadio Comunale                  | 50 000   | Tarcisio Burgnich (do 22. kola) Francesco Liguori  | 7.               |
| Cagliari Calcio    | Cagliari      | Stadio Sant'Elia                 | 40 000   | Paolo Carosi                                       | 6.               |
| US Catanzaro       | Catanzaro     | Stadio Comunale                  | 30 000   | Bruno Pace                                         | 8.               |
| AC Cesena          | Cesena        | Stadio La Fiorita                | 35 900   | Giovan Battista Fabbri (do 15. kola) Renato Lucchi | Serie B          |
| Como Calcio        | Como          | Stadio Giuseppe Sinigaglia       | 20 000   | Giuseppe Marchioro (do 14. kola) Gianni Seghedoni  | 13.              |
| AC Fiorentina      | Florencie     | Stadio Comunale                  | 58 000   | Giancarlo De Sisti                                 | 5.               |
| Janov 1893         | Janov         | Stadio Luigi Ferraris            | 57 800   | Luigi Simoni                                       | Serie B          |
| FC Inter Milán     | Milán         | Stadio Giuseppe Meazza           | 83 000   | Eugenio Bersellini                                 | 4.               |
| Milán AC           | Milán         | Stadio Giuseppe Meazza           | 83 000   | Luigi Radice (do 16. kola) Italo Galbiati          | Serie B          |
| SSC Neapol         | Neapol        | Stadio San Paolo                 | 81 000   | Rino Marchesi                                      | Bronzová medaile |
| AS Řím             | Řím           | Stadio Olimpico                  | 66 000   | Nils Liedholm                                      | Stříbrná medaile |
| Juventus FC        | Turín         | Stadio Comunale                  | 71 000   | Giovanni Trapattoni                                |                  |
| Turín Calcio       | Turín         | Stadio Comunale                  | 71 000   | Massimo Giacomini                                  | 9.               |
| Udinese Calcio     | Udine         | Stadio Friuli                    | 50 000   | Enzo Ferrari                                       | 12.              |

## Tabulka
| Poř. | Tým                | Z  | V  | R  | P  | VG | OG | B  |
| ---- | ------------------ | -- | -- | -- | -- | -- | -- | -- |
| 1.   | Juventus FC        | 30 | 19 | 8  | 3  | 48 | 14 | 46 |
| 2.   | AC Fiorentina      | 30 | 17 | 11 | 2  | 36 | 17 | 45 |
| 3.   | AS Řím             | 30 | 15 | 8  | 7  | 40 | 29 | 38 |
| 4.   | SSC Neapol         | 30 | 10 | 15 | 5  | 31 | 21 | 35 |
| 5.   | FC Inter Milán     | 30 | 11 | 13 | 6  | 39 | 34 | 35 |
| 6.   | Ascoli Calcio 1898 | 30 | 9  | 14 | 7  | 26 | 21 | 32 |
| 7.   | US Catanzaro       | 30 | 9  | 10 | 11 | 25 | 29 | 28 |
| 8.   | US Avellino        | 30 | 9  | 9  | 12 | 22 | 26 | 27 |
| 9.   | Turín Calcio       | 30 | 8  | 11 | 11 | 25 | 30 | 27 |
| 10.  | AC Cesena          | 30 | 8  | 11 | 11 | 34 | 41 | 27 |
| 11.  | Udinese Calcio     | 30 | 9  | 8  | 13 | 27 | 37 | 26 |
| 12.  | Cagliari Calcio    | 30 | 7  | 11 | 12 | 33 | 36 | 25 |
| 13.  | Janov 1893         | 30 | 6  | 13 | 11 | 24 | 29 | 25 |
| 14.  | Milán AC           | 30 | 7  | 10 | 13 | 21 | 31 | 24 |
| 15.  | Bologna FC         | 30 | 6  | 11 | 13 | 25 | 37 | 23 |
| 16.  | Como Calcio        | 30 | 3  | 11 | 16 | 18 | 42 | 17 |

Poznámky
- Z = Odehrané zápasy; V = Vítězství; R = Remízy; P = Prohry; VG = Vstřelené góly; OG = Obdržené góly; B = Body
- za výhru 2 body, za remízu 1 bod, za prohru 0 bodů.

|  | Přímý postup do PMEZ 1982/83        |
|  | Přímý Postup do Poháru UEFA 1982/83 |
|  | Přímý postup do Poháru PVP 1982/83  |
|  | Sestup do Serie B 1982/83           |

## Střelecká listina
Nejlepším střelcem tohoto ročníku Serie A se stal opět italský útočník Roberto Pruzzo. Hráč AS Řím vstřelil 15 branek.
| P. | Nár      | Hráč                 | Tým             | Branky |
| -- | -------- | -------------------- | --------------- | ------ |
| 1. | Itálie   | Roberto Pruzzo       | AS Řím          | 15     |
| 2. | Itálie   | Edi Bivi             | US Catanzaro    | 12     |
| 3. | Itálie   | Claudio Pellegrini   | SSC Neapol      | 11     |
| 4. | Itálie   | Francesco Graziani   | AC Fiorentina   | 9      |
| 4. | Itálie   | Roberto Mancini      | Bologna FC      | 9      |
| 4. | Itálie   | Daniel Bertoni       | AC Fiorentina   | 9      |
| 4. | Itálie   | Oliviero Garlini     | AC Cesena       | 9      |
| 4. | Rakousko | Walter Schachner     | AC Cesena       | 9      |
| 4. | Itálie   | Pietro Paolo Virdis  | Juventus FC     | 9      |
| 4. | Itálie   | Luigi Piras          | Cagliari Calcio | 9      |
| 4. | Itálie   | Alessandro Altobelli | FC Inter Milán  | 9      |
| 4. | Itálie   | Evaristo Beccalossi  | FC Inter Milán  | 9      |

## Vítěz
| Serie A 1981/82 Juventus FC (20. titul) |